# Banach-tér
A Banach-tér a modern analízis egyik alapvető fogalma. Teljes normált vektorteret értünk alatta, vagyis olyan vektorteret, mely a normából származtatott metrikára nézve teljes. A funkcionálanalízis egy központi objektuma. Sok végtelen dimenziós függvénytér Banach-tér. 
A pontos definíció tehát a következő:
A {\displaystyle V} vektortér Banach-tér pontosan akkor, ha értelmezett rajta egy ||.|| norma, melyre teljesül, hogy a belőle {\displaystyle d(a,b):=||a-b||} összefüggéssel származtatott {\displaystyle d} távolságra nézve a {\displaystyle V} tér teljes, vagyis a {\displaystyle V} térben minden Cauchy-sorozat konvergens.
Metrikus tereknél a teljesség a metrika tulajdonsága, nem pedig magáé a topologikus téré. Ekvivalens metrikára (ami ugyanazt a topológiát generálja) áttérve a teljesség elveszhet. Azonban ekvivalens normákkal ez nem történhet meg; azaz, ha az egy norma által indukált metrikában teljes a tér, akkor a vele ekvivalens normák által indukált metrikákban is teljes. A normált terek esetén a teljesség a norma által indukált topológia tulajdonsága, ami független a konkrét normától.

## Elnevezés
A Banach-tér elnevezés Stefan Banach lengyel matematikus nevét őrzi, aki 1920–1922-ben Hans Hahnnal és Eduard Hellyvel közösen tanulmányozta. 1932-es monográfiájában (Théorie des opérations linéaires, Varsó) tárgyalta először részletesen és rendszeresen a teljes normált vektorterek tulajdonságait. A Banach-terek fogalmának egyébként magyar vonatkozása is van: a Banach-terekkel foglalkozó szakemberek a Banach-terek prototípusának az elsőként Riesz Frigyes magyar matematikus által tárgyalt {\displaystyle l^{p}} tereket szokták tekinteni. A Banach-tér tehát tekinthető úgy, mint az {\displaystyle l^{p}} terek absztrahálásából született fogalom.

## Példák
1. Az {\displaystyle l^{p}} ({\displaystyle {\mbox{ }}{p\in [1;\infty )}} ) terek olyan sorozatokból álló normált terek, mely elemeinek vektorként való értelmezésében annak p-normája véges. Ezen sorozatokból álló halmazok Banach-terek.
2. Az adott {\displaystyle [a,b]} intervallumon folytonos függvények {\displaystyle C[a,b]} tere Banach-tér a szuprémum normával.
3. Az adott {\displaystyle [a,b]} intervallumon korlátos változású függvények {\displaystyle V[a,b]} tere Banach-tér.
4. Az {\displaystyle n}-dimenziós {\displaystyle E_{n}} euklideszi terek Banach-terek. Így természetesen a valós számok R halmaza is Banach-teret alkot.
5. A komplex számokból képzett {\displaystyle n}-dimenziós vektorok Cn tere is Banach-teret alkot.
A továbbiakban {\displaystyle \mathbb {K} } az {\displaystyle \mathbb {R} } vagy a {\displaystyle \mathbb {C} } test, {\displaystyle X} kompakt Hausdorff-tér, {\displaystyle I=[a,b]} pedig zárt intervallum. Legyenek {\displaystyle p} és {\displaystyle q} valós számok úgy hogy {\displaystyle 1<p,q<\infty } és {\displaystyle {\tfrac {1}{q}}+{\tfrac {1}{p}}=1}. Legyenek továbbá {\displaystyle \Sigma } szigma-algebra, {\displaystyle \Xi } halmazalgebra és {\displaystyle \mu } mérték.
| Jelölés                             | Duális tér                                  | Reflexív | Gyenge Teljes | Norma                                                                             | Név |
| ----------------------------------- | ------------------------------------------- | -------- | ------------- | --------------------------------------------------------------------------------- | --- |
| {\displaystyle \mathbb {K} ^{n}}    | {\displaystyle \mathbb {K} ^{n}}            | igen     | igen          | {\displaystyle \\|x\\|_{2}=\left(\sum _{i=1}^{n}\|x_{i}\|^{2}\right)^{1/2}}       | Euklidészi tér                                                                                          |
| {\displaystyle \ell _{n}^{p}}       | {\displaystyle \ell _{n}^{q}}               | igen     | igen          | {\displaystyle \\|x\\|_{p}=\left(\sum _{i=1}^{n}\|x_{i}\|^{p}\right)^{1/p}}       | Véges dimenziós vektorok tere a p-normával                                                              |
| {\displaystyle \ell _{n}^{\infty }} | {\displaystyle \ell _{n}^{1}}               | igen     | igen          | {\displaystyle \\|x\\|_{\infty }=\max _{1\leq i\leq n}\|x_{i}\|}                  | Véges dimenziós vektorok tere a maximumnormával                                                         |
| {\displaystyle \ell ^{p}}           | {\displaystyle \ell ^{q}}                   | igen     | igen          | {\displaystyle \\|x\\|_{p}=\left(\sum _{i=1}^{\infty }\|x_{i}\|^{p}\right)^{1/p}} | Az abszolútértékek p-edik hatványában összegezhető sorozatok tere                                       |
| {\displaystyle \ell ^{1}}           | {\displaystyle \ell ^{\infty }}             | nem      | igen          | {\displaystyle \\|x\\|_{1}=\sum _{i=1}^{\infty }\|x_{i}\|}                        | Az abszolútértékben összegezhető sorozatok tere                                                         |
| {\displaystyle \ell ^{\infty }}     | {\displaystyle ba(2^{\mathbb {N} })}        | nem      | nem           | {\displaystyle \\|x\\|_{\infty }=\sup _{i}\|x_{i}\|}                              | A korlátos sorozatok tere                                                                               |
| {\displaystyle c}                   | {\displaystyle \ell ^{1}}                   | nem      | nem           | {\displaystyle \\|x\\|_{\infty }=\sup _{i}\|x_{i}\|}                              | A konvergens sorozatok tere                                                                             |
| {\displaystyle c_{0}}               | {\displaystyle \ell ^{1}}                   | nem      | nem           | {\displaystyle \\|x\\|_{\infty }=\sup _{i}\|x_{i}\|}                              | A nullsorozatok tere; izomorf, de nem izometrikus {\displaystyle c}-vel                                 |
| {\displaystyle bv\,}                | {\displaystyle \ell ^{1}+\mathbb {K} }      | nem      | igen          | {\displaystyle \\|x\\|_{bv}=\|x_{1}\|+\sum _{i=1}^{\infty }\|x_{i+1}-x_{i}\|}     | A korlátos változású sorozatok tere                                                                     |
| {\displaystyle bv_{0}}              | {\displaystyle \ell ^{1}}                   | nem      | igen          | {\displaystyle \\|x\\|_{bv_{0}}=\sum _{i=1}^{\infty }\|x_{i+1}-x_{i}\|}           | A korlátos változású nullsorozatok tere                                                                 |
| {\displaystyle bs}                  | {\displaystyle ba(2^{\mathbb {N} })}        | nem      | nein          | {\displaystyle \\|x\\|_{bs}=\sup _{n}\left\|\sum _{i=1}^{n}x_{i}\right\|}         | A korlátos összegek tere; izometrikusan izomorf {\displaystyle \ell ^{\infty }}-hez                     |
| {\displaystyle cs}                  | {\displaystyle \ell ^{1}}                   | nem      | nem           | {\displaystyle \\|x\\|_{bs}=\sup _{n}\left\|\sum _{i=1}^{n}x_{i}\right\|}         | A konvergens összegek tere; {\displaystyle bs} zárt altere; izometrikusan izomorf {\displaystyle c}-hez |
| {\displaystyle B(X,\Xi )}           | {\displaystyle ba(\Xi )}                    | nem      | nem           | {\displaystyle \\|f\\|_{\infty }=\sup _{x\in X}\|f(x)\|}                          | A korlátos {\displaystyle \Xi }-mérhető {\displaystyle X}-en értelmezett függvények tere                |
| {\displaystyle C(X)}                | {\displaystyle rca(\Sigma )}                | nem      | nem           | {\displaystyle \\|f\\|_{\infty }=\sup _{x\in X}\left\|f(x)\right\|}               | Az {\displaystyle X}-en értelmezett folytonos függvények a Borel-σ-algebrával                           |
| {\displaystyle ba(\Xi )}            | ?                                           | nem      | igen          | {\displaystyle \\|\mu \\|_{ba}=\sup _{A\in \Sigma }\|\mu \|(A)}                   | A korlátos végesen additív előjeles mértékek {\displaystyle \Xi }-n                                     |
| {\displaystyle ca(\Sigma )}         | ?                                           | nem      | igen          | {\displaystyle \\|\mu \\|_{ba}=\sup _{A\in \Sigma }\|\mu \|(A)}                   | A σ-additív mértékek; {\displaystyle ba(\Sigma )} zárt altere                                           |
| {\displaystyle rca(\Sigma )}        | ?                                           | nem      | igen          | {\displaystyle \\|\mu \\|_{ba}=\sup _{A\in \Sigma }\|\mu \|(A)}                   | A reguláris Borel-mértékek tere; {\displaystyle ca(\Sigma )} zárt altere                                |
| {\displaystyle L^{p}(\mu )}         | {\displaystyle L^{q}(\mu )}                 | igen     | igen          | {\displaystyle \\|f\\|_{L^{p}}=\left(\int \|f\|^{p}\,d\mu \right)^{1/p}}          | A p-edik hatványukban Lebesgue-integrálható függvények                                                  |
| {\displaystyle BV(I)}               | ?                                           | nem      | igen          | {\displaystyle \\|f\\|_{BV}=\lim _{x\to a^{+}}f(x)+V_{f}(I)}                      | A korlátos változású függvények tere                                                                    |
| {\displaystyle NBV(I)}              | ?                                           | nem      | igen          | {\displaystyle \\|f\\|_{BV}=V_{f}(I)}                                             | A korlátos változású függvények tere, melyek határértéke {\displaystyle a}-ban eltűnik                  |
| {\displaystyle AC(I)}               | {\displaystyle \mathbb {K} +L^{\infty }(I)} | nem      | igen          | {\displaystyle \\|f\\|_{BV}=\lim _{x\to a^{+}}f(x)+V_{f}(I)}                      | Az abszolút folytonos függvények tere; izomorf a {\displaystyle W^{1,1}(I)} Szoboljev-térhez            |
| {\displaystyle C^{n}(I)}            | {\displaystyle rca(I)}                      | nem      | nem           | {\displaystyle \\|f\\|_{C^{n}}=\sum _{i=0}^{n}\sup _{x\in I}\|f^{(i)}(x)\|}       | A sima függvények tere; izomorf {\displaystyle \mathbb {R} ^{n}\oplus C(I)}-hez                         |

## Néhány fontos tulajdonság
A Banach-terek tekinthetők a Hilbert-terek általánosításának, mivel minden Hilbert-tér egyben Banach-tér is.
Megfordítva: egy Banach-tér pontosan akkor Hilbert-tér (vagyis pontosan akkor származtatható normája valamely skalárszorzatból), ha a tér feletti norma teljesíti a paralelogrammaazonosságot (ez a Jordan–Neumann-tétel).
Véges dimenziós normált vektorterek mind Banach-terek, hiszen az azonos dimenziójúak topologikusan izomorfak (véges dimenziós térben minden norma ekvivalens).
Banach-térbe ható korlátos lineáris transzformációk maguk is Banach-teret alkotnak.
Egy normált tér pontosan akkor Banach-tér, ha minden abszolút konvergens sorozat konvergens.
Minden normált tér teljessé tehető, így egy Banach-teret kapunk, ami a normált teret sűrű altérként tartalmazza.
Ha egy két normált tér közötti {\displaystyle T\colon X\rightarrow Y} lineáris leképezés izomorfizmus, akkor, ha {\displaystyle X} teljes, akkor {\displaystyle Y} is teljes.
Minden véges dimenziós normált tér Banach-tér. Megfordítva, ha egy Banach-tér bázisa legfeljebb megszámlálható végtelen, akkor az véges dimenziós. Ez utóbbi a teljes metrikus terekre vonatkozó Baire-tételből következik. 
Ha {\displaystyle M} zárt altere az {\displaystyle X} Banach-térnek, akkor {\displaystyle M} szintén Bach-tér. Az {\displaystyle X/M} faktortér is Banach-tér az {\displaystyle \|x+M\|=\inf \limits _{m\in M}\|x+m\|} normával.
A Banach-terek első izomorfiatétele: Ha egy két Banach-tér közötti {\displaystyle T} korlátos lineáris leképezés képe zárt, akkor {\displaystyle X/\operatorname {ker} (T)\cong T(X)}. Itt a topologikus izomorfia fogalmáról van szó, vagyis létezik egy {\displaystyle L} bijektív lineáris leképezés, ami leképezi az {\displaystyle X/\operatorname {ker} (T)} teret a {\displaystyle T(X)} térre, hogy {\displaystyle L} és {\displaystyle L^{-1}} is folytonos.
Normált terek egy {\displaystyle X_{1}\oplus \cdots \oplus X_{n}} direkt összege pontosan akkor Banach-tér, ha az összeg minden {\displaystyle X_{j}} tagja Banach-tér.
A Banach–Steinhaus-tétel szerint, ha {\displaystyle (T_{i})_{i\in I}} Banach-térből normált térbe menő folytonos lineáris operátorok egy családja, akkor a pontonkénti korlátosságból következik az egyenletes korlátosság.
A nyílt leképezés tétele: Egy két Banach-tér közötti {\displaystyle T} folytonos lineáris leképezés pontosan akkor szürjektív, ha nyílt. Ha {\displaystyle T} bijektív és folytonos, akkor a {\displaystyle T^{-1}} inverz leképezés is folytonos. Ebből következik, hogy minden Banach-terek közötti bijektív korlátos lineáris operátor izomorfizmus.
A zárt grafikon tétele: Egy {\displaystyle T\colon X\to Y} lineáris leképezés grafikonja pontosan akkor zárt az {\displaystyle X\times Y} szorzattérben, ha a leképezés folytonos.
Banach–Alaoglu-tétel: Egy Banach-tér duális terében egy zárt egységgyolyó gyengén *-kompakt.
Minden szeparábilis {\displaystyle X} Banach-térben létezik egy {\displaystyle M} zárt altere {\displaystyle l^{1}}-nek úgy, hogy {\displaystyle X\cong l^{1}/M}.
Minden Banach-tér egyben Fréchet-tér.

## Lineáris operátorok
Ha {\displaystyle X} és {\displaystyle Y} normált terek ugyanazon {\displaystyle \mathbb {K} } valós vagy komplex test fölött, akkor az összes folytonos  {\displaystyle \mathbb {K} }-lineáris {\displaystyle T\colon X\rightarrow Y} leképezés halmazát {\displaystyle B(X,Y)} jelöli.
Végtelen dimenziós terekben a lineáris leképezések nem feltétlenül folytonosak.
Ekkor {\displaystyle B(X,Y)} egy {\displaystyle \mathbb {K} }-vektortér, melyen
{\displaystyle \|T\|:=\mathrm {sup} \{\|Tx\|:x\in X{\text{ ahol }}\|x\|\leq 1\}}
norma. Ha {\displaystyle Y} Banach-tér, akkor {\displaystyle B(X,Y)} is Banach-tér.
Ha {\displaystyle X} Banach-tér, akkor {\displaystyle B(X)=B(X,X)} Banach-algebra az {\displaystyle \mathrm {id} _{X}} identitásoperátorral, mint egységelemmel. A szorzás a kompozíció.

## Duális tér
Ha {\displaystyle X} normált tér a {\displaystyle \mathbb {K} } test fölött, akkor {\displaystyle \mathbb {K} } szintén Banach-tér az abszolútértékkel, mint normával. Értelmezhető a topologikus duális tér, mint {\displaystyle X'=B(X,\mathbb {K} )}. Általában a {\displaystyle X^{*}} algebrai duális tér valódi altere.
- Ha {\displaystyle X} normált tér, akkor {\displaystyle X'} Banach-tér.
- Legyen {\displaystyle X} normált tér; ekkor, ha {\displaystyle X'} szeparábilis, akkor {\displaystyle X} is szeparábilis.

A topologikus duális tér használható arra, hogy topológiát definiáljunk az {\displaystyle X} téren: a gyenge topológiát. A gyenge topológia nem ekvivalens az {\displaystyle X} normája által indukált topológiájával, ha {\displaystyle X} dimenziója végtelen. A normatopológiában való konvergenciából következik a gyenge topológiában való konvergencia, megfordítva azonban nem. Ebben az értelemben a gyenge topológiából adódó konvergenciafeltétel gyengébb.
Létezik egy {\displaystyle F} természetes leképezés {\displaystyle X}-ből  {\displaystyle X''=(X')'=B(X',\mathbb {K} )}-be, a biduális térre, úgy, mint:
{\displaystyle F\colon X\to X'',F(x)(f)=f(x)} 
minden {\displaystyle x\in X} és {\displaystyle f\in X'} esetén. A Hahn–Banach-tételből következik, hogy minden {\displaystyle X}-beli {\displaystyle x}-re az {\displaystyle F(x)\colon X'\to \mathbb {K} } folytonos, ezért {\displaystyle X''} egy eleme. Az {\displaystyle F} leképezés injektív és folytonos, sőt, izometrikus.

## Reflexivitás
Ha a {\displaystyle F\colon X\to X''} leképezés szürjektív is, így izometrikus izomorfizmus, akkor az {\displaystyle X} normált tér reflexív.
Minden reflexív normált tér Banach-tér.
Egy {\displaystyle X} Banach-tér pontosan akkor reflexív, ha {\displaystyle X'} reflexív. Ezzel az állítással ekvivalens, hogy {\displaystyle X} egységgolyója a gyenge topológiában kompakt.
Ha {\displaystyle X} reflexív normált tér, {\displaystyle Y} Banach-tér és létezik egy korlátos lineáris operátor {\displaystyle X}-ből {\displaystyle Y}-ba, akkor {\displaystyle Y} reflexív.
Legyen {\displaystyle X} reflexív normált tér; ekkor {\displaystyle X} pontosan akkor szeparábilis, ha {\displaystyle X'} is szeparábilis.
James-tétel: Egy {\displaystyle X} Banach-térre ekvivalensek:
- {\displaystyle X} reflexív.
- {\displaystyle \forall f\in X'\ \exists x\in X}, ahol {\displaystyle \left\|x\right\|\leq 1}, teljesül, hogy {\displaystyle f(x)=\left\|f\right\|}.

## Tenzorszorzás

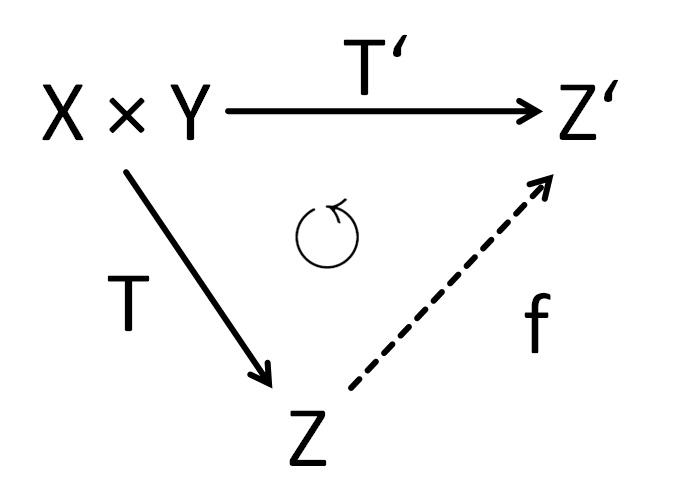
A tenzorszorzat univerzális tulajdonsága

Legyenek {\displaystyle X} és {\displaystyle Y} vektorterek ugyanazon {\displaystyle \mathbb {K} } test fölött! Ekkor {\displaystyle X} és {\displaystyle Y} tenzorszorzata egy {\displaystyle \mathbb {K} } fölötti {\displaystyle Z} vektortér, ellátva egy {\displaystyle T\colon X\times Y\rightarrow Z} bilineáris leképezéssel, amire teljesül az univerzális tulajdonság: Ha {\displaystyle T'\colon X\times Y\rightarrow Z'} tetszőleges bilineáris leképezés egy {\displaystyle \mathbb {K} } fölötti {\displaystyle Z'} vektortérben, akkor létezik pontosan egy {\displaystyle f\colon Z\rightarrow Z'} lineáris leképezés úgy, hogy {\displaystyle T'=f\circ T}.
Különböző lehetőségek vannak a tenzorszorzat normával való ellátására; így keletkezik például a projektív tenzorszorzat és az injektív tenzorszorzat. Teljes terek tenzorszorzata nem feltétlenül teljes. Emiatt a Banach-terek elméletében tenzorszorzaton gyakran a terek tenzorszorzatának teljessé tételét értik, ami függ az alkalmazott normától.

## Besorolása a matematikai struktúrák közé
Minden Hilbert-tér Banach-tér is, de ez megfordítva nem igaz. A Jordan–Neumann-tétel szerint egy Banach-tér pontosan akkor látható el a normához illeszkedő skalárszorzattal, ha teljesíti a paralelogrammaegyenlőséget.
A funkcionálanalízisben fontos terek egyike például a végtelenszer folytonosan differenciálható {\displaystyle \mathbb {R} \rightarrow \mathbb {R} } függvények tere, vagy az {\displaystyle \mathbb {R} }-en értelmezett disztribúciók tere teljesek, de mivel nem normált vektorterek, azért nem Banach-terek. A Fréchet-terekben van még teljes metrika is, míg az LF-terek teljes uniform vektorterek, melyek a Fréchet-terek határeseteként felmerülnek. Itt lokálisan konvex terek, illetve topologikus vektorterek speciális osztályairól van szó.  
Minden normált tér izometrikus izomorfia erejéig egyértelműen teljessé tehető, ami azt jelenti, hogy sűrű altérként Banach-térbe ágyazható.

## Fréchet-derivált
Lehetséges {\displaystyle f\colon V\to W} típusú függvényeket is deriválni, ahol {\displaystyle V} és {\displaystyle W} Banach-terek. Intuició szerint, ha {\displaystyle x} a {\displaystyle V} Banach-tér eleme, akkor {\displaystyle f} deriváltja az {\displaystyle x} pontban egy folytonos lineáris leképezés, ami az {\displaystyle x} pont közelében az {\displaystyle f} függvényt a {\displaystyle \vert h\vert } távolság rendjében approximálja.
Az {\displaystyle f} függvény Fréchet-differenciálható az {\displaystyle x} pontban, hogyha van egy {\displaystyle A\colon V\to W} folytonos lineáris leképezés úgy, hogy 
{\displaystyle \lim _{h\to 0}{\|f(x+h)-f(x)-A(h)\| \over \|h\|}=0}.
Itt a határérték az összes, nullvektor elemet nem tartalmazó {\displaystyle V}-beli sorozaton van értelmezve, ami a nullvektorhoz tart. Ha ez a határérték létezik, akkor azt mondjuk, hogy {\displaystyle Df(x)=A}, és ez {\displaystyle f} Fréchet-deriváltja az {\displaystyle x} pontban. A derivált további általánosításai véges dimenziós terek analízisével analóg módon vezethetők be. Az összes deriváltfogalomban közös a {\displaystyle Df(x)} lineáris leképezés folytonossága.
A deriváltnak ez a fogalma az {\displaystyle \mathbb {R} \to \mathbb {R} } függvények közönséges deriváltjának egy általánosítása, mivel az összes {\displaystyle \mathbb {R} \to \mathbb {R} } lineáris leképezés konstanssal való szorzás.
Ha az {\displaystyle f} függvény {\displaystyle V} minden pontjában differenciálható, akkor {\displaystyle Df\colon V\to L(V,W)} szintén Banach-terek közötti leképezés, de általában nem lineáris leképezés. Ez is ugyanúgy differenciálható lehet, így {\displaystyle f} magasabb rendű deriváltjai is definiálhatók. Az {\displaystyle x}-beli {\displaystyle n}-edik derivált egy {\displaystyle V_{n}\to W} multilineáris leképezés.
A differenciálás lineáris leképezés a következő értelemben: Ha {\displaystyle f} és {\displaystyle g} {\displaystyle V\to W} leképezések, melyek differenciálhatók ugyanabban az {\displaystyle x} pontban, továbbá {\displaystyle r} és {\displaystyle s} skalárok {\displaystyle \mathbb {K} }-ból, akkor {\displaystyle rf+sg} is differenciálható az {\displaystyle x} pontban, és
{\displaystyle D(rf+sg)(x)=rD(f)(x)+sD(g)(x)}.
A láncszabály is teljesül ebben az összefüggésben. Ha {\displaystyle f\colon V\to W} {\displaystyle x\in V}-ben és {\displaystyle g\colon W\to X} {\displaystyle f(x)}-ben differenciálható, akkor {\displaystyle g\circ f} differenciálható az {\displaystyle x} pontban, és a derivált:
{\displaystyle D(g\circ f)(x)=D(g)(f(x))\circ D(f)(x).}
Az irány menti deriváltak is általánosíthatók végtelen dimenziós vektorterekre; erre egy lehetőség a Gâteaux-derivált.

## Banach-térbeli értékű függvények integrációja
Bizonyos feltételek teljesülése esetén lehetséges értékeiket Banach-térből felvevő függvényeket integrálni. A 20. században több különböző megközelítés is született az értékeiket Banach-térből felvevő függvények integrációjának elméletéhez. Ezek közé tartozik a Bochner-integrál, a Birkhoff-integrál és a Pettis-integrál. Véges dimenziós Banach-terekben mindezek a megközelítések ugyanahhoz az integrálhoz vezetnek, de ez végtelen dimenzióban nem feltétlenül teljesül. Távolabbról az áttérés a közönséges mértékekről a vektoriális mértékekre való áttérésről lehet beszélni, melyek értékeiket Banach-terekből veszik fel, és integrált definiálni ezeken a mértékeken.
A Banach-terek a Bochner–Lebesgue-normával típus és kotípus szerint osztályozhatók.

## Fordítás
Ez a szócikk részben vagy egészben  a   Banachraum című német Wikipédia-szócikk fordításán alapul.  Az eredeti cikk szerkesztőit annak laptörténete sorolja fel. Ez a jelzés csupán a megfogalmazás eredetét és a szerzői jogokat jelzi, nem szolgál a cikkben szereplő információk forrásmegjelöléseként.